# Jerzy Lipman

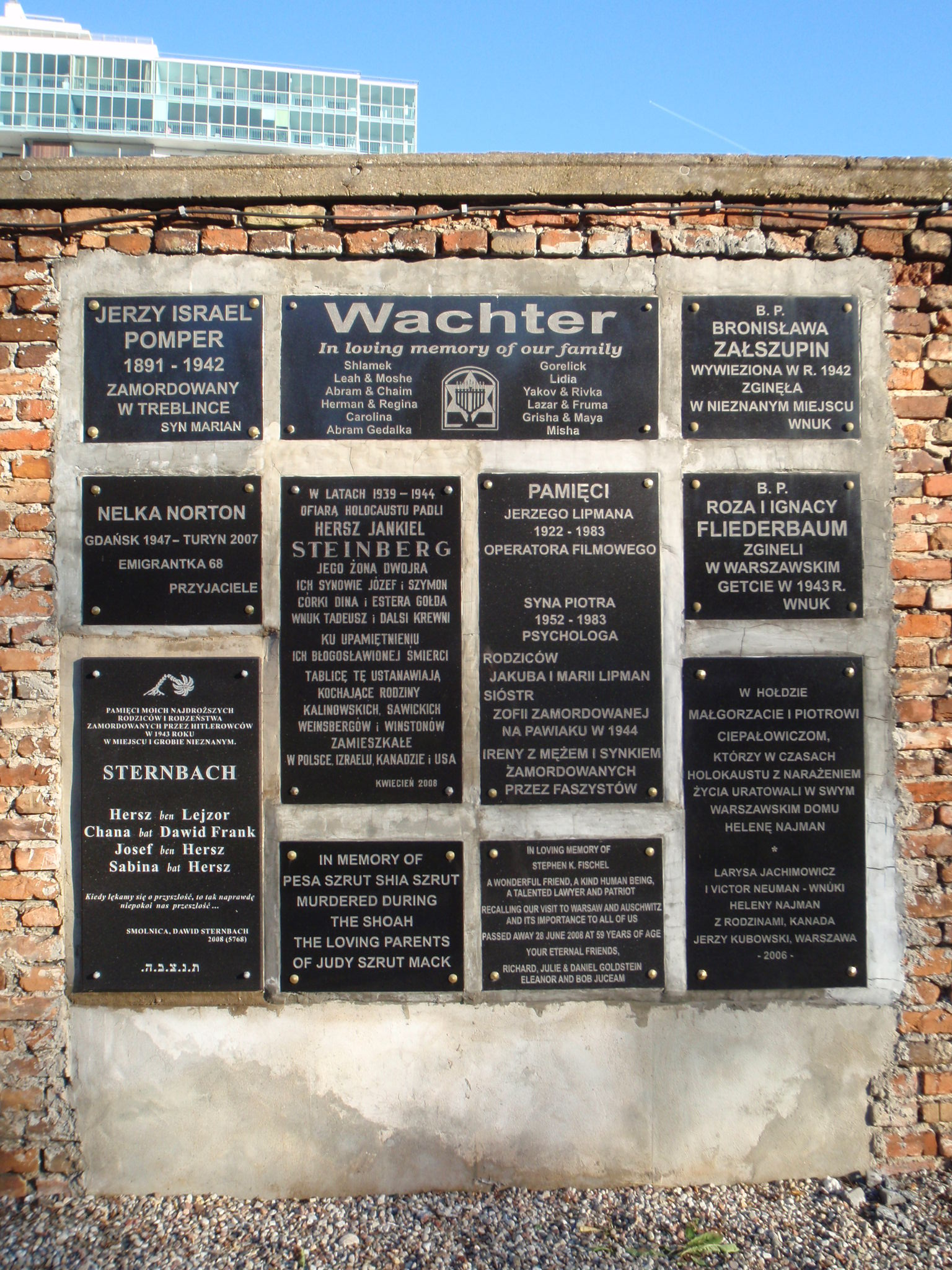
Tablica upamiętniająca Jerzego Lipmana na murze cmentarza żydowskiego w Warszawie (na środku po prawej)

Jerzy Lipman (ur. 10 kwietnia 1922 w Brześciu Litewskim, zm. 11 listopada 1983 w Londynie) – polski operator filmowy żydowskiego pochodzenia.

## Życiorys
Pochodził ze zasymilowanej rodziny żydowskiej. Był synem Jakuba Lipmana (1875–1963), dyrektora wołomińskiej huty szkła, i Marii Wajntaub (1880–1956), pianistki i nauczycielki muzyki. Miał dwie siostry: Irenę (1907–1942) i Zofię (1914–1944). Uczęszczał w Warszawie do żydowskiego Prywatnego Gimnazjum Męskiego „Spójnia”, później do IV Państwowego Gimnazjum. Był aktywny w sekcji sportowej Organizacji Młodzieży Towarzystwa Uniwersytetu Robotniczego.
Podczas II wojny światowej był więźniem getta w Wołominie. Po ucieczce z getta ukrywał się w Warszawie posługując się fałszywymi dokumentami wystawionymi na nazwisko Jerzy Lipiński. Dzięki pomocy Zygmunta Langego, szkolnego kolegi, stworzył fałszywą tożsamość pozwalającą mu przetrwać w okupowanej Warszawie. Nawiązał kontakt z Robotniczą Partią Polskich Socjalistów i został żołnierzem Polskiej Armii Ludowej. W mundurze żołnierza Wehrmachtu podróżował po okupowanej Europie, wykorzystując doskonałą znajomość języka niemieckiego. Po powstaniu warszawskim został zastępcą dowódcy oddziału specjalnego Polskiej Armii Ludowej w Pruszkowie. W lutym 1945 wstąpił do Wojska Polskiego. 19 marca został aresztowany przez Urząd Bezpieczeństwa Publicznego i 5 kwietnia skazany na karę śmierci (zamienioną przez Michała Rolę-Żymierskiego na 10 lat więzienia) za dezercję, napad z bronią i próbę kradzieży. Ostatecznie wypuszczony na wolność w 1948.
Startował bez powodzenia na studia stomatologiczne na Uniwersytecie Łódzkim, został przyjęty na Wydział Operatorski Wyższej Szkoły Filmowej w Łodzi. Studia ukończył w 1952, a dyplom uzyskał w 1965.
Był jednym ze współtwórców polskiej szkoły filmowej. Współpracował na planie filmowym m.in. z Andrzejem Wajdą, Andrzejem Munkiem, Aleksandrem Fordem, Jerzym Hoffmanem i Romanem Polańskim. W pracy z kamerą łamał istniejące konwenanse. Stawiał na ekspresję i emocjonalny przekaz mający wywołać reakcję widza, nawet jeśli miało to się odbyć kosztem zdjęć niedoskonałych technicznie. Jego ujęcia porównywano ze szkołą filmową włoskiego realizmu. Z kamerą towarzyszył bohaterom filmu, nawet jeśli oznaczało to zanurzenie się w ściekach („Kanał”) czy pogoń samochodem za szarżującą kawalerią („Lotna”). Filmując aktorów stosował zbliżenia twarzy i zróżnicowane oświetlenie oddające charakter sceny.
W 1968 po antysemickiej nagonce, która była następstwem wydarzeń marcowych, wyemigrował do Wielkiej Brytanii. Na zachodzie zrealizował zdjęcia do kilku filmów (przede wszystkim w Niemczech). Wykładał na Wyższej Szkole Telewizji i Filmu w Monachium.
W kwietniu 1950 poślubił Eugenię Abramowicz, z którą miał syna Piotra (1953–1983), który zmarł kilkanaście godzin przed śmiercią ojca.
Zmarł w wieku 61 lat po nieudanym pomostowaniu aortalno-wieńcowym. Poświęcona jemu i jego rodzinie tablica pamiątkowa znajduje się na cmentarzu żydowskim przy ulicy Okopowej w Warszawie.

## Współpraca ze służbami specjalnymiPolski Ludowej
Początek współpracy z UBP  miały miejsce w 1947, gdy przebywał skazany w więzieniu. Po jego opuszczeniu kontynuował działalność agenturalną do 1955 (pod pseudonimem „Jeż”) i następnie od 1963 do 1964 (pseudonim „J”, formalnie wyrejestrowany w 1974). Bezpiece przekazywał informacje o osobach ze świata kultury, m.in.: Józefie Arkuszu i Jerzym Toeplitzu. Swoimi donosami przyczynił się do aresztowania i skazania w 1951 Zofii Dwornik. W późniejszym okresie przekazał informacje na temat osób zatrudnionych w Przedsiębiorstwie Film Polski oraz studentów z PWSTiF.

## Filmografia
- 1953: Piątka z ulicy Barskiej – operator kamery
- 1953: Trzy opowieści – zdjęcia
- 1954: Pokolenie – zdjęcia
- 1956: Cień – zdjęcia
- 1956: Kanał – zdjęcia
- 1957: Prawdziwy koniec wielkiej wojny – zdjęcia
- 1958: Ósmy dzień tygodnia – zdjęcia
- 1958: Zamach – zdjęcia
- 1959: Lotna – zdjęcia
- 1960: Zezowate szczęście – zdjęcia
- 1961: Nóż w wodzie – zdjęcia
- 1961: Ambulans krótkometrażowy – zdjęcia
- 1962: Gangsterzy i filantropi – zdjęcia
- 1962: Miłość dwudziestolatków – zdjęcia
- 1963: Rozwodów nie będzie – zdjęcia
- 1963: Zbrodniarz i panna – zdjęcia
- 1964: Prawo i pięść – zdjęcia
- 1964: Les plus belles escroqueries du monde – zdjęcia
- 1965: Popioły – zdjęcia
- 1965: Sposób bycia – zdjęcia
- 1967: Ojciec – zdjęcia
- 1967: Zosia – zdjęcia
- 1969: Dzień oczyszczenia – zdjęcia
- 1969: Pan Wołodyjowski – współpraca realizatorska, zdjęcia
- 1972: Tatort – zdjęcia
- 1974: Jest pan wolny, doktorze Korczak – zdjęcia

## Ordery i odznaczenia
- Krzyż Kawalerski Orderu Odrodzenia Polski (1959)

## Nagrody
- Wyróżnienie zespołowe Podkomitetu Literatury i Sztuki Nagrody Państwowej w Sekcji Filmu za realizację (operator) filmu Pokolenie (1955)[11]
- Nagroda Ministra Kultury i Sztuki I stopnia za zdjęcia do Pana Wołodyjowskiego (1969)[12]

## Upamiętnienie
W czerwcu 2009, w Alei Gwiazd przy ulicy Piotrowskiej w Łodzi, odsłonięto gwiazdę Jerzego Lipmana. 